# Parque nacional Los Remedios
El Parque nacional "Los Remedios" se encuentra en el extremo oeste del municipio de Naucalpan en el Estado de México al noroeste de la Ciudad de México. Este parque fue creado por decreto en 1938 por el gobierno federal con un área de 400 hectáreas. Dentro de sus fronteras está el Santuario de la Virgen de Los Remedios, un acueducto colonial y una zona arqueológica con un templo Chichimeca. Todos estos se encuentran en y alrededor de la montaña llamada Cerro de Moctezuma. El sitio fue un observatorio Azteca y también se cree que es donde Hernán Cortés y sus hombres descansaban después de huir de Tenochtitlan.
El acueducto es de 500 metros de largo y consta de cincuenta arcos que miden 16 metros de alto y se extienden 1.7 metros desde el suelo. La primera etapa fue construida en 1616 bajo la orden del virrey Diego Fernández de Córdoba con el objetivo de llevar agua al Santuario de los Remedios de un manantial a la villa de San Francisco Chimalpa. Esta agua fue también usada para regar campos en las villas de San Bartolomé, Santa María Nativitas y Santa Cruz. El acueducto es en su mayoría conformado por tubos de arcilla con dos torres largas para liberar el aire. Estas torres flanquean el Santuario de la Virgen de Los Remedios y se les conoce como “caracoles”.  En 1764, la cantidad de agua liberada de este sistema ya no era suficiente y el virrey Joaquín de Monserrat construyó el sistema de arco, el cual fue finalizado en 1765. Con el tiempo, ese sistema no pudo traer más agua y se convirtió en un simple monumento arquitectónico.

## Datos Físicos - Geográficos
El parque nacional de Los Remedios, cuenta con 2300 m s. n. m., en su mayoría está constituido por rocas clásticas y volcánicas. Se caracteriza por tener una capa superficial oscura, suave, rica en materia orgánica y en nutrientes, su símbolo en la carta edafológica es H.
El uso de su suelo es tanto urbano, forestal y recreativo.

### Clima
Su clima principalmente es semiseco- esteperario, con lluvias en verano, su temperatura media anual es de 18 °C, con una precipitación media anual entre 600 y 800 mm.

### Flora y Fauna
De acuerdo al Sistema Nacional de Información sobre Biodiversidad de la Comisión Nacional para el Conocimiento y Uso de la Biodiversidad (CONABIO) en el Parque Nacional Los Remedios habitan más de 160 especies de plantas y animales de las cuales 4 se encuentra dentro de alguna categoría de riesgo de la Norma Oficial Mexicana NOM-059  y 33 son exóticas,
El parque está constituido principalmente por eucalipto, cedro blanco, pino, fresno, tepozán blanco, capulín y pastizal. En el lugar habitan mamíferos como el cacomixtle y la ardilla de vientre rojo; aves, como la tortolita cola larga, colibrí berilo y colibrí pico ancho, mosquero cardenal, mirlo primavera, papamoscas, verdugo americano, calandria flancos negros, carpintero mexicano; reptiles, como culebras terrestres, lagartija espinosa de collar, lagarto alicante de las montañas; anfibios, como la rana de cañón
Algunas de las especies exóticas son el perico monje argentino, el gorrión doméstico, la serpiente ciega afroasiática, caracol europeo de jardín, caracol degollado europeo, mastuerzo, higuerilla, bola de rey, hierba africana del susto, adelfa blanca y rosa, sábila, higuera, banderilla, achicoria, pimentero brasileño, rocío africano, arúgula del Mediterráneo, retama africana y eucaliptos, entre otras

## Problemática ambiental
En los últimos 50 años, fraccionamientos y asentamientos irregulares, han invadido progresivamente este pulmón verde del poniente del Valle de México, donde aún hoy el avance del asfalto, el derribo de árboles, relleno de barrancas y cuencas con cascajo, ha derivado en una tibia acción por parte de autoridades federales, estatales y municipales.
Debido al crecimiento de la ciudad de Naucalpán, existe una fuerte presión hacia este parque nacional. Setenta y cinco por ciento de la superficie del parque actualmente presenta asentamientos ilegales, incluyendo asentamientos que han sido autorizados por autoridades locales. 
Mientras estos asentamientos pudieron ser confiscados y destruidos bajo leyes federales, esto no pasó. La Procuraduría Federal de Protección Ambiental ha recibido quejas acerca de las más recientes invasiones dentro del área del parque, debido a que han talado docenas de árboles. La procuraduría ha respondido contra el desarrollador para construir dos subdivisiones cerca del acueducto de la época colonial para verificar si los terrenos son privados o públicos. Una razón para esto es que el parque carece de planes de conservación, vallas y otros medios para defenderse de los esfuerzos del desarrollo.  Los asentamientos ilegales y el desarrollo han sido afectados también al lado de la tierra ejidal que colindan con el parque.  Esto y el hecho de que la vivienda está empezando a invadir la zona arqueológica ha impulsado la participación del INAH y la organización de las comunidades de los vecionos para protestar.
De las 410 hectáreas originales del bosque de Los Remedios, decretado como parque nacional por quien fue presidente de la República, Lázaro Cárdenas el 15 de abril de 1938, a la fecha sólo quedan menos de 100 hectáreas.
Actualmente no cuenta con programa de conservación y manejo.